# Ali Saidi
Ali Saidi (* 1. Oktober 1962 in Kondar) ist ein ehemaliger tunesisch-deutscher Boxer.

## Leben
Saidis Laufbahn als Berufsboxer begann mit einem Kampf im November 1989, seinen letzten Kampf bestritt er im Dezember 2006. Im Mai 1990 gewann er gegen Andreas Schweiger die internationale deutsche Meisterschaft im Halbschwergewicht und wurde im Juni 1990 deutscher Schwergewichtsmeister. Im November 1992 wurde Saidi durch einen Sieg über Rund Kanika aus dem Kongo Afrikameister im Halbschwergewicht. Er musste den internationalen deutschen Meistertitel abgegeben, nachdem er im Februar 1993 gegen Dariusz Michalczewski verloren hatte.
Saidi wurde im April 1994 Weltmeister im Halbschwergewicht nach Version der WBF. Er sicherte sich Ende Januar 1997 den deutschen Meistertitel im Halbschwergewicht, diesen verlor er im Dezember desselben Jahres wieder, als er gegen Sven Ottke verlor. Im Februar 1999 boxte Saidi wieder um die deutsche Meisterschaft im Halbschwergewicht, verlor aber gegen Thomas Ulrich. Anschließend legte er eine jahrelange Pause ein, im Mai 2005 kehrte Saidi in den Ring zurück. Noch einmal deutscher Meister, diesmal im Cruisergewicht, wurde er im Januar 2006 durch einen Sieg über Mario Stein. Saidis Niederlage im Rückkampf gegen Stein im Dezember 2006 war sein letzter Auftritt als Berufsboxer.
Als Trainer wurde Saidi unter anderem in Stuttgart sowie in Esslingen tätig.